# Kingfisher
Kingfisher es un velero de la clase IMOCA 60 botado en el año 2000 para la regatista británica Ellen Mac Arthur, quien termina en segunda posición en la tercera edición de la regata Vendée Globe en el año 2001. En año 2002 gana la regata Route du Rhum con el mismo barco.

## Historia
Kingfisher fue concebido por el astillero Owen Clarke Design y construido en Nueva Zelanda.
Originalmente bautizado como Kingfisher, cambia de nombre en sucesivas ocasiones:
- Kingfisher para Ellen MacArthur
- Team 888 para Mark Denton y Jonny Malbon
- Team Cowes para Nick Moloney y Samantha Davies
- Skandia para Nick Moloney
- Safran para Marc Guillemot[1]
- Educación Sin Fronteras para Servane Escoffier y Albert Bargues[2]
- Fòrum Marítim Català parar Gerard Marín y Ludovic Aglaor[3]
- One Planet One Ocean & Pharmaton para Aleix Gelabert y Didac Costa .[4]
- One Planet One Ocean para Didac Costa en la octava edición de la regata Vendee Globe.

El barco ha tomado parte y conseguido finalizar la prueba, en todas las ediciones de la regata Barcelona World Race.

## Palmarés

### One Planet, One Ocean
- Vigésimo puesto en la novena edición de la Regata Vendée Globe. 2020-2021 con Didac Costa
- Decimocuarto puesto en la octava edición de la Regata Vendee Globe con Didac Costa

### One Planet, One Ocean & Pharmaton
- 4° en la Barcelona World Race 2014-2015 con Aleix Gelabert y Didac Costa

### Fòrum Marítim Català
- 8° en la Barcelona World Race 2010-2011 con avec Gerard Marín y Ludovic Aglaor

### Educación Sin Fronteras
- 5° en la Barcelona World Race 2007-2008 con Albert Bargués y Servane Escoffier

### Safran
- 7° en la Route du Rhum 2006 con Marc Guillemot

### Skandia
- 5° en la Transat Jacques-Vabre 2005 con Brian Thompson y Will Oxley
- Abandono en la Vendée Globe 2004-2005 con Nick Moloney
- 4° en la The Transat 2004 con Nick Moloney

### Team Cowes
- 6° en la Transat Jacques-Vabre 2003 con Nick Moloney y Samantha Davies

### Team 888
- 5° en la Calais Round Britain Race en 2003 acon Mark Denton y Jonny Malbon

### Kingfisher
- 1° en la Route du Rhum 2002 con Ellen MacArthur
- 2° en la Vendée Globe 2000-2001 con Ellen MacArthur